# ПЕУ1
ПЕУ1 (укр. промисловий електровоз вузькоколійний, тип 1) — електровоз вузькоколійний, для експлуатації на промислових вузьколійних залізницях СРСР, шириною колії 750 мм.
Електровози даної серії будували на Дніпропетровському електровозобудівному заводі, для експлуатації на електрифікованій Сулюктінській вузькоколійній залізниці і вузькоколійній залізниці в Текелі (Казахська РСР). На інші вузькоколійки ці електровози ніколи не поставлялися.
Початковим пунктом Сулюктінської вузькоколійної залізниці було селище Пролетарськ в Ленінабадській області Таджицької РСР, саме там електровози обслуговувалися в депо. Кінцевим пунктом були околиці міста Сулюкта в Киргизькій РСР.
Всього з 1970 по 1984 роки було вироблено 24 електровози даної серії.
Електровози можуть працювати по системі багатьох одиниць.
За даними на 2009 рік деякі електровози ще працюють в Пролетарську і Текелі.